# Styrian Bears 2023
Questa voce raccoglie le informazioni riguardanti gli Styrian Bears nelle competizioni ufficiali della stagione 2023.

## Austrian Football League 2023

### Stagione regolare
| Vienna 2 aprile 2023, ore 14:30 1ª giornata | Vienna Dragons | 40 – 0 (13-0 0-0 13-0 14-0) referto | Styrian Bears | Sportplatz Donaufeld (300 spett.) |

| Graz 15 aprile 2023, ore 18:00 2ª giornata | Styrian Bears | 7 – 48 (0-14 0-7 7-7 0-20) referto | Salzburg Ducks | Verbandsplatz (556 spett.) |

| Graz 22 aprile 2023, ore 18:00 3ª giornata | Styrian Bears | 23 – 45 (0-14 10-12 3-19 10-0) referto | Tirol Raiders | Verbandsplatz (500 spett.) |

| Vienna 29 aprile 2023, ore 18:00 4ª giornata | Vienna Vikings | 42 – 7 (21-0 14-0 7-0 0-7) referto | Styrian Bears | Footballzentrum Ravelin (625 spett.) |

| Graz 13 maggio 2023, ore 18:00 5ª giornata | Styrian Bears | 21 – 50 (7-7 7-14 0-7 7-22) referto | Traun Steelsharks | Verbandsplatz (142 spett.) |

| Praga 21 maggio 2023, ore 15:00 6ª giornata | Prague Black Panthers | 59 – 13 (14-7 28-0 14-0 3-6) referto | Styrian Bears | Stadion SK Prosek |

| Telfs 3 giugno 2023, ore 16:00 7ª giornata | Telfs Patriots | 50 – 14 (7-7 15-0 14-0 14-7) referto | Styrian Bears | Sportzentrum Telfs |

| Graz 10 giugno 2023, ore 18:00 8ª giornata | Styrian Bears | 21 – 36 (0-13 0-8 13-8 8-7) referto | AFC Rangers Mödling | Verbandsplatz (176 spett.) |

| Graz 16 giugno 2023, ore 19:30 9ª giornata | Styrian Bears | 0 – 59 (0-28 0-14 0-3 0-14) referto | Graz Giants | Verbandsplatz (853 spett.) |

| Innsbruck 1º luglio 2023, ore 18:00 10ª giornata | Tirol Raiders | 40 – 20 (14-7 13-7 6-0 7-6) referto | Styrian Bears | Football Bundes Leistungs Zentrum |

### Statistiche di squadra
| Competizione      | %Vittorie | In casa | In casa | In casa | In casa | In casa | In casa | In trasferta | In trasferta | In trasferta | In trasferta | In trasferta | In trasferta | Totale | Totale | Totale | Totale | Totale | Totale |
| Competizione      | %Vittorie | G       | V       | N       | P       | Pf      | Ps      | G            | V            | N            | P            | Pf           | Ps           | G      | V      | N      | P      | Pf     | Ps     |
| ----------------- | --------- | ------- | ------- | ------- | ------- | ------- | ------- | ------------ | ------------ | ------------ | ------------ | ------------ | ------------ | ------ | ------ | ------ | ------ | ------ | ------ |
| Stagione regolare | .000      | 5       | 0       | 0       | 5       | 72      | 238     | 5            | 2            | 0            | 3            | 54           | 231          | 10     | 0      | 0      | 10     | 126    | 469    |
| Totale            | .000      | 5       | 0       | 0       | 5       | 72      | 238     | 5            | 2            | 0            | 3            | 54           | 231          | 10     | 0      | 0      | 10     | 126    | 469    |

### Statistiche personali

#### Marcatori
| Giocatore | Ruolo | TD rush | TD recv | TD int | TD p.ret | TD k.ret | TD oth | Xp1 | Xp2 | FG | Saf | Totale |
| --------- | ----- | ------- | ------- | ------ | -------- | -------- | ------ | --- | --- | -- | --- | ------ |
| ?         |       | 0       | 8       | 0      | 0        | 0        | 0      | 0   | 0   | 0  | 0   | 48     |
| Göttfried |       | 0       | 0       | 0      | 0        | 0        | 0      | 13  | 0   | 3  | 0   | 22     |
| Florian   |       | 0       | 2       | 0      | 0        | 0        | 0      | 0   | 0   | 0  | 0   | 12     |
| Steinmair |       | 1       | 0       | 0      | 0        | 0        | 0      | 0   | 1   | 0  | 0   | 8      |
| Legerer   |       | 0       | 1       | 0      | 0        | 0        | 0      | 0   | 0   | 0  | 0   | 6      |
| Moyzisch  |       | 0       | 1       | 0      | 0        | 0        | 0      | 0   | 0   | 0  | 0   | 6      |
| Sabathi   |       | 0       | 1       | 0      | 0        | 0        | 0      | 0   | 0   | 0  | 0   | 6      |
| Ulbing    |       | 0       | 1       | 0      | 0        | 0        | 0      | 0   | 0   | 0  | 0   | 6      |
| Verbosek  |       | 0       | 1       | 0      | 0        | 0        | 0      | 0   | 0   | 0  | 0   | 6      |

#### Passer rating
| Giocatore | G | Att | Comp | Int | Yds  | TD | NFL   | NCAA  |
| --------- | - | --- | ---- | --- | ---- | -- | ----- | ----- |
| Steinmair | 8 | 220 | 114  | 17  | 1155 | 12 | 53,13 | 98,46 |
| ?         | 1 | 27  | 12   | 3   | 159  | 2  | 48,77 | 96,13 |
| Begander  | 8 | 91  | 33   | 3   | 393  | 2  | 43,89 | 73,20 |
| Florian   | 1 | 1   | 0    | 0   | 0    | 0  |       |       |
| Kotz      | 1 | 1   | 1    | 0   | 0    | 0  |       |       |